# Rhinocypha latimacula
Rhinocypha latimacula é uma espécie de libelinha da família Chlorocyphidae.
É endémica das Filipinas.
Os seus habitats naturais são: rios.
Está ameaçada por perda de habitat.